# Vivian Bullemore
Vivian Robert Bullemore Gallardo (Santiago, 20 de octubre de 1942) es un abogado y académico chileno. Durante dos períodos (1994-1996 y 1997-1999) ejerció como ministro integrante de la Corte Suprema de Chile, y fue director del Departamento de Ciencias Penales de la Facultad de Derecho de la Universidad de Chile, por dos periodos (1985-1992 y 2006-2015).

## Biografía
Egresó del Saint George's College e ingresó a estudiar a la Facultad de Derecho de la Universidad de Chile, titulándose en 1967. Al año siguiente ganaría el concurso para iniciarse como ayudante del curso de Introducción al Derecho en la cátedra Antonio Bascuñán Valdés.